# Chisato Miyade
Chisato Miyade (宮出 千慧, Miyade Chisato), née le 15 mars 1985, est une femme politique japonaise, représentant Osaka à la Chambre des conseillers du Japon pour le Sanseitō.

## Jeunesse et carrière pré-électorale
Miyade naît le 15 mars 1985, à Kawachinagano, dans la préfecture d'Osaka. Cadette de trois enfants, elle grandit dans un foyer communiste, et se passionne de danse.
Après avoir obtenu son diplôme du secondaire, elle rejoint une entreprise de construction, où elle est employée à temps partiel.

## Carrière électorale
Miyade rejoint le monde politique en 2024, alors qu'elle se présente en tant que candidate pour le parti Sanseitō dans la première circonscription de la préfecture d'Osaka lors des élections législatives japonaises de la même année. Elle échoue à se faire élire. 
Elle se présente à nouveau en 2025, cette fois lors des élections à la Chambre des conseillers du Japon, dans la circonscription électorale d'Osaka. Elle axe sa campagne électorale autour des réductions d'impôts, de l'abolition progressive de la taxe sur la consommation, du soutien à l'agriculture locale et la revitalisation de la région, sans dépendre exclusivement du tourisme, et est cette fois élue, faisant son entrée à la Diète,. Elle devient ainsi la première personnalité politique à représenter Osaka pour le Sanseitō à la Diète,.

## Prises de positions
Bien qu'opposée à une modification de la constitution antimilitariste japonaise, Miyade est favorable à son amendement, pour qu'elle reconnaisse explicitement l'existence des forces japonaises d'autodéfense. Elle estime également que le Japon a besoin de l’énergie nucléaire, aussi bien sur le plan énergétique, avec la reconstruction de nouvelles centrales, que militaire, avec l'acquisition de l'arme atomique par le Japon.
Miyade se déclare également favorable à la mise en place du vote par internet, et s'oppose aux tentatives de régulations de l'IA générative, sous prétexte de ne pas brider l'innovation japonaise.
Sur le plan international, Miyade est favorable à une réduction des aides envoyées à l'Ukraine dans le cadre du conflit russo-ukrainien, ainsi qu'à un durcissement des relations avec la Chine,.
D'un point de vue sociétal, Miyade est opposée aux tentatives visant à modifier la loi japonaise imposant aux conjoints de porter le même nom de famille, ainsi qu'à la facilitation de l'accès à la pilule du lendemain. Elle s'oppose également à la mise en place d'un congé parental pour les pères. Elle est également farouchement opposée à la reconnaissance par le Japon du mariage entre personnes du même sexe. De plus, Miyade est également opposée aux politiques visant la mise en place de quotas de femmes dans les fonctions politiques. Elle est également opposée à l'idée qu'une femme puisse accéder au Trône du chrysanthème. Miyade souhaite également fortement réduire le flux de travailleurs étrangers arrivant au Japon.